# أنطون أوتو فيشر
أنطون أوتو فيشر (بالإنجليزية: Anton Otto Fischer)‏ هو فنان أمريكي، ولد في 23 فبراير 1882 في ريغنسبورغ في ألمانيا، وتوفي في 26 مارس 1962 في وودستوك ‏ في الولايات المتحدة.